# گمینا کوتسکو
گمینا کوتسکو (به لهستانی:  Gmina Kłecko) یک گمینا در لهستان است که در شهرستان گنگزنو واقع شده‌است. گمینا کوتسکو ۱۳۱٫۷ کیلومتر مربع مساحت و ۷٬۵۶۹ نفر جمعیت دارد.